# 2.º Regimiento Antiaéreo (motorizado)
El 2.º Regimiento Antiaéreo (motorizado) (2. Flak-Regiment (mot.)) fue una unidad de la Luftwaffe durante la Segunda Guerra Mundial.

## Historia
Fue formado el 1 de octubre de 1937 en Berlín-Lankwitz y el Comando Superior de Artillería en el II Distrito Aéreo. El 15 de marzo de 1940 fue reasignado al 100.º Regimiento Antiaéreo, siendo reformado el 15 de marzo de 1940 al 100.º Regimiento Antiaéreo.

## Comandantes
- Coronel Gerhard Hoffmann - (1 de octubre de 1937 - 30 de junio de 1938)
- Coronel Werner Prellberg - (1 de julio de 1938 - 28 de febrero de 1940)
- Coronel Wilhelm Köppen - (29 de marzo de 1940 - 31 de julio de 1942)
- Coronel Ernst Kriese - (agosto de 1942 - 22 de enero de 1943)
- Coronel Paul Heck - (22 de enero de 1943 - 1 de abril de 1943)
- Coronel Ernst Bachmann - (11 de mayo de 1943 - 25 de julio de 1943)
- Coronel Heinrich Kroener - (25 de julio de 1943 - febrero de 1944)
- Coronel Ernst Jansa - (24 de febrero de 1944 - febrero de 1945)
- Coronel Otto - (febrero de 1945 - 1 de marzo de 1945)
- Mayor Wilhelm Deventer - (2 de marzo de 1945 - 8 de mayo de 1945)

## Servicios
- Octubre de 1937 - febrero de 1938: bajo el mando del Höh.Kdr.d.Flakart. por el II Distrito Aéreo.
- Febrero de 1938 - julio de 1938: bajo el mando del III Comando Administrativo Aéreo.
- julio de 1938 - Agosto de 1939: bajo el mando del 1.º Comando de Defensa Aérea.
- 1939 - 1940: En Berlín con el Grupo Antiaéreo Berlín Sudeste.
- 1940: En Francia.
- junio de 1940: En Lille.
- abril de 1941: En los Balcanes.
- 1941 - 1942: En el Sur de Rusia.
- mayo de 1942: bajo el mando de la 17.ª División Antiaérea, con I./49, 147 y 375.
- octubre de 1942: bajo el mando de la 17.ª División Antiaérea, con I./49, II./241, 375 y le.84?.
- noviembre de 1943: En Kirovogrado bajo la 17.ª División Antiaérea, con s.251 (v), s.541 (v), le.775 (v), le. 1.-3./724 (v), le. 2.-3./735 (v), gem. II./241 (mot) y Sw.520 (v).
- 1 de enero de 1944: bajo el mando de la 17.ª División Antiaérea, con s.251 (v), s.541 (v), le.724 (v), le.775 (v) y gem. II./241.º Regimiento Antiaéreo (mot.).
- 1 de febrero de 1944: bajo el mando de la 17.ª División Antiaérea, con gem. II./241 (mot.), s.251 (v), le. 4./735 (v) y le.775 (v).
- 1 de marzo de 1944: bajo el mando de la 17.ª División Antiaérea, con gem. II./241 (mot.), s.251 (v), le. 4./735 (v) y le.775 (v).
- 1 de abril de 1944: bajo el mando de la 17.ª División Antiaérea, con gem. II./241 (mot.), gem. I./5.º Regimiento Antiaéreo (mot.), s.251 (v), s.541 (v), le.724 (v), le. 4./735 (v), le.774 (v) y gem.375 (v).
- 1 de mayo de 1944: bajo el mando de la 10.ª División Antiaérea, con le.724 (v), le.735 (v), le.774 (v), gem.375 (v), gem. I./25.º Regimiento Antiaéreo (mot.), gem.147 (v), s.181 (v) y Sw.620 (v).
- 1 de junio de 1944: bajo el mando de la 10.ª División Antiaérea, con s.181 (v), le.724 (v), le.735 (v), le.774 (v), gem.375 (v), gem.147 (v) y Sw.520 (v).
- 1 de julio de 1944: bajo el mando de la 15.ª División Antiaérea, con s.181 (v), gem.541 (v), le.724 (v), le.774 (v), gem.147 (v) y gem.236 (v).
- 1 de agosto de 1944: bajo el mando de la 15.ª División Antiaérea, con gem.181 (v), gem.541 (v), gem.147 (v), gem.236 (v), le.724 (v), le.774 (v) y le.775 (v).
- Agosto de 1944: En Constanza y Galatz.
- 1 de septiembre de 1944: bajo el mando de la 15.ª División Antiaérea, con gem.147 (v), gem.181 (v), gem.236 (v), gem.541 (v), le.724 (v), le.774 (v) y le.775 (v).
- 1 de octubre de 1944: bajo el mando de la 15.ª División Antiaérea, con gem. I./25 (mot.), gem. I./48.º Regimiento Antiaéreo (mot.), gem. II./241 (mot.), gem.147 (v) y gem.181 (v).
- 1 de noviembre de 1944: bajo el mando de la 15.ª División Antiaérea, con gem. I./48 (mot.), gem. I./231 (mot.) y gem. II./241 (mot.).
- 1 de diciembre de 1944: bajo el mando de la 15.ª División Antiaérea, con s. I./40 (Sf), gem. II./241 (mot.), gem.147 (v), s.573 (v) y s.632 (v).
- febrero de 1945: En Budapest.